# Олюшинская
Олюшинская — деревня в Вожегодском районе Вологодской области.
Входит в состав Нижнеслободского сельского поселения, с точки зрения административно-территориального деления — в Нижнеслободский сельсовет.
Расстояние по автодороге до районного центра Вожеги — 47 км, до центра муниципального образования Деревеньки — 4 км. Ближайшие населённые пункты — Анкудиновская, Ескинская, Павловская.
По переписи 2002 года население — 35 человек (16 мужчин, 19 женщин). Всё население — русские.